# Матка (община Сарай)
Вижте пояснителната страница за други значения на Матка.
Матка (на македонска литературна норма: Матка; на албански: Matka) е село в община Сарай, Северна Македония.

## География
Селото е разположено в югозападната част на Скопското поле, на левия бряг на река Треска (Голема) след изхода ѝ от клисурата Матка. Селото има две махали - Долна Матка и Горна Матка. Край селото са разположени няколко средновековни манастира - „Успение Богородично“, веднага южно от Долна Матка, „Свети Андрей“ високо на юг в каньона, над него на десния бряг на Треска е църквата „Свети Никола“, а срещу него на левия бряг са „Света Неделя“ и „Свети Спас“ в крепостта Марков град.

## История
В края на XIX век Матка е смесено село в Скопска каза на Османската империя. Според статистиката на Васил Кънчов („Македония. Етнография и статистика“) към 1900 година в Матка живеят 60 българи християни и 120 арнаути мохамедани.
В началото на XX век цялото християнско население на селото е под върховенството на Българската екзархия. По данни на секретаря на екзархията Димитър Мишев („La Macédoine et sa Population Chrétienne“) в 1905 година в Матка има 56 българи екзархисти и 42 албанци.
След Междусъюзническата война в 1913 година селото попада в Сърбия.
На етническата си карта от 1927 година Леонард Шулце Йена показва Матка (Matka) като албанско село.
На етническата си карта на Северозападна Македония в 1929 година Афанасий Селишчев отбелязва Матка като албанско село.
Според преброяването от 2002 година Матка има 468 жители.
| Националност     | Всичко |
| северномакедонци | 167    |
| албанци          | 300    |
| турци            | 0      |
| роми             | 0      |
| власи            | 0      |
| сърби            | 1      |
| бошняци          | 0      |
| други            | 0      |